# Hacker-Pschorr
La Hacker-Pschorr è un birrificio fondato nel 1417 a Monaco di Baviera in Germania.

## Storia

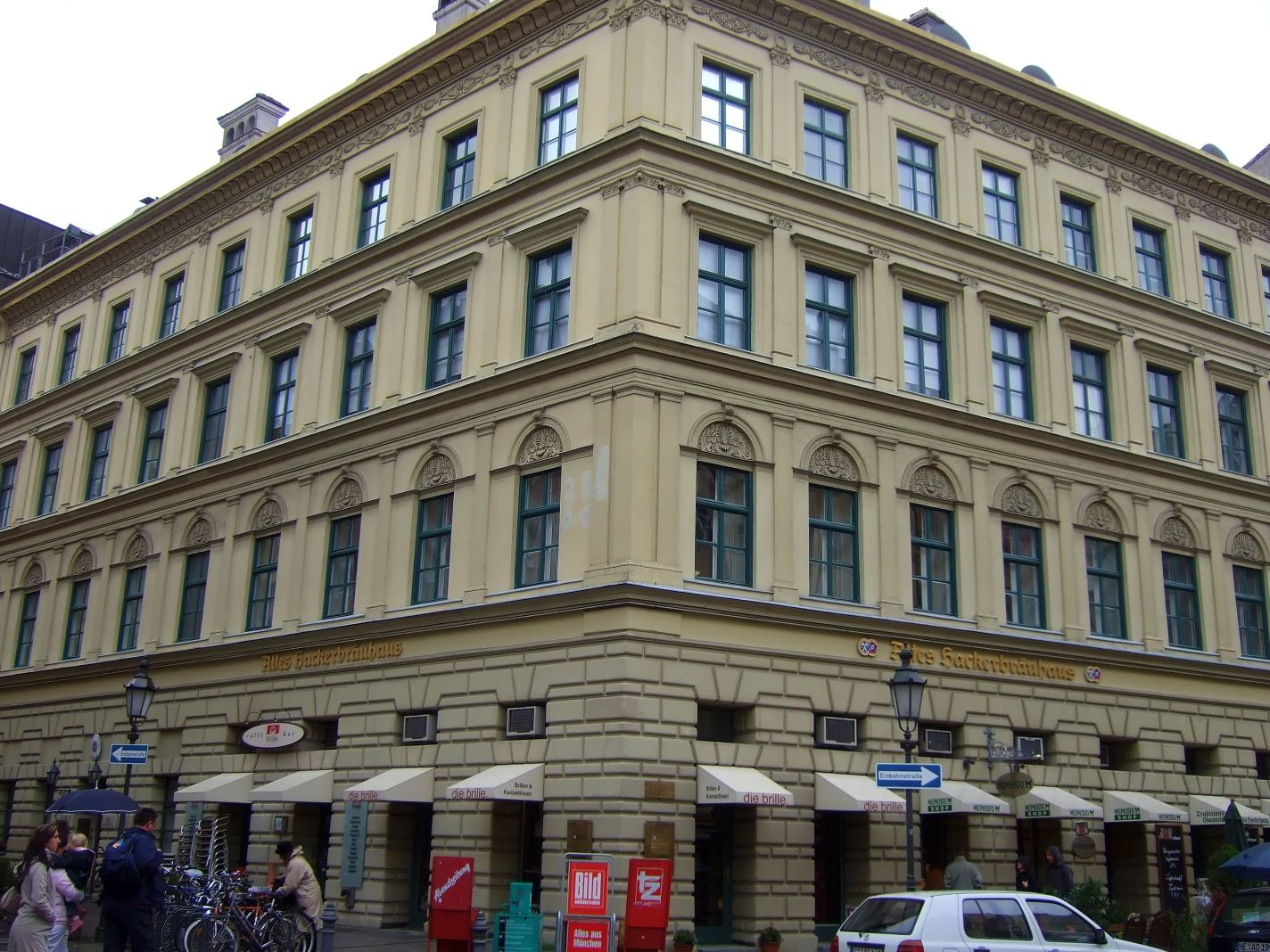
Lo stabilimento Hacker-Pschorr.

Le origini del birrificio Hacker-Pschorr risalgono all'anno 1417 quando il birrificio Hacker è stato fondato a Monaco, in Germania, 99 anni prima della promulgazione della legge Reinheitsgebot del 1516 (legge che si occupa della regolamentazione della birra in Germania).
Alla fine del XVIII secolo, un certo Joseph Pschorr ha comperato il birrificio Hacker, che apparteneva all'epoca a suo suocero. Più tardi ha fondato un birrificio con il suo nome. Successivamente, i suoi due figli hanno allora ereditato ciascuno uno dei due birrifici. Nel 1972, Hacker e Pschorr si fusero per formare la Hacker-Pschorr, ma le birre vennero vendute sempre come marchi distinti fino al 1975.
Il metodo di fermentazione è rimasto praticamente invariato per oltre 580 anni. È importata negli Stati Uniti tramite la Star Brand Imports, di White Plains (New York), appartenendo in parte alla Heineken.
La Hacker-Pschorr Weisse è la più popolare delle birre della società, il 100% naturale, trattata con l'acqua di fonte.
La Hacker-Pschorr fa parte, con le fabbriche della Spaten, la  Paulaner, la Augustiner, la Hofbräu e la Löwenbräu, dei 6 fabbricanti di birra ufficiali dell'Oktoberfest (la festa della birra di Monaco).

## Marche prodotte

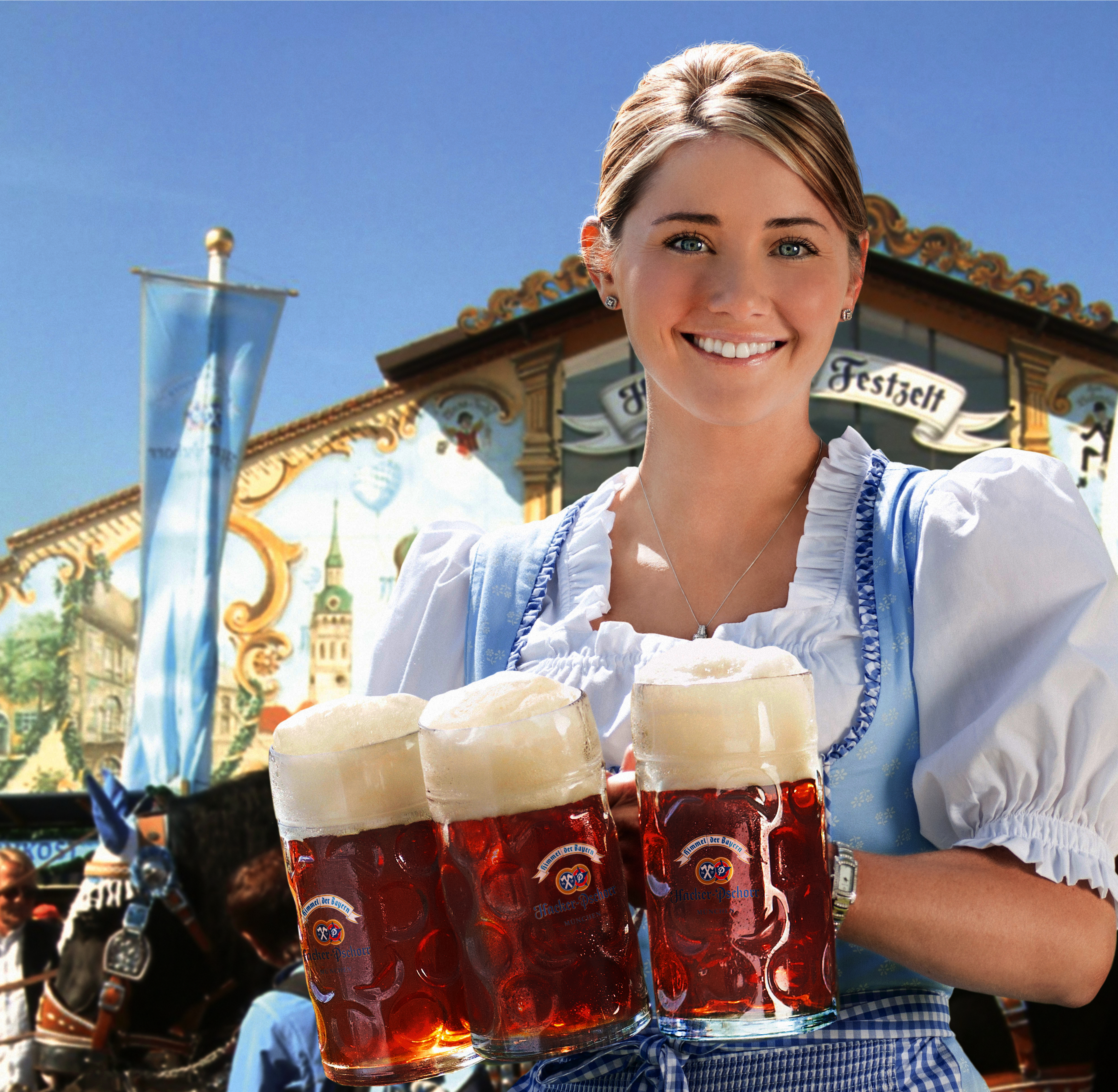
Una chellerina serve delle Maß (misure di un litro) di birra Hacker-Pschorr durante l'Oktoberfest del 2011

### Bottiglie classiche
- Hacker-Pschorr Münchner Hell, è di tipo Helles, una birra chiara a bassa fermentazione, con il 4,9% di alcool.
- Hacker-Pschorr Münchner Gold, è di tipo Helles,  con il 5,5% di alcool.
- Hacker-Pschorr Münchner Dunkel, è di tipo Dunkles, una birra scura a bassa fermentazione, con il 5,0% di alcool.
- Hacker-Pschorr Hefe, è un tipo Weizen, con il 5,5% di alcool.
- Hacker-Pschorr Dunkle, è un tipo Weizen, con il 5,3% di alcool.
- Hacker-Pschorr Leichte, è un tipo Weizen, con il 3,2% di alcool.
- Hacker-Pschorr Braumeister, è un tipo di pilsener (del nome della città ceca Pilsen), una birra lager a bassa fermentazione, bionda e limpida, con il 4,9% di alcool.
- Hacker-Pschorr Hubertus, è una bock, un tipo di birra trattata principalmente nel sud della Germania, con il 6,8% di alcool.
- Hacker-Pschorr Münchner, è un tipo Radler, un miscuglio di birra e limonata, con il 2,5% di alcool.
- Hacker-Pschorr Nährbier, una birra leggera con l'1,2% di alcool.

## Specialità in bottiglie tradizionali
- Hacker-Pschorr Anno 1417, "Naturtruber Kellerbier" con il 5,5% di alcool.
- Hacker-Pschorr Sternweisse, un tipo Weizen, una birra bianca ad alta fermentazione, con il 5,5% di alcool.
- Hacker-Pschorr Animator, una doppelbock, una birra a fermentazione alta o bassa, forte, con il 7,8% di alcool.
- Hacker-Pschorr Superior, una birra con il 6,0% di alcool.
- Hacker-Pschorr Oktoberfest, una Märzen o Märzenbier (birra di marzo) è una birra tedesca a bassa fermentazione, dal gusto di luppolo e di colore variabile, con il 5,8% di alcool.